# Kállósemjén
Kállósemjén é uma vila da Hungria, situada no condado de Szabolcs-Szatmár-Bereg. Tem 54,52 km² de área e sua população em 2019 foi estimada em 3.537 habitantes.